# Robert Scipion
Pour les articles homonymes, voir Scipion.
Robert Scipion, né le 14 juillet 1921 à La Celle-Saint-Cloud et mort le 1er décembre 2001 à Paris 9e,, est un journaliste et verbicruciste français.

## Biographie
Il est élevé dans une famille bourgeoise ne cachant pas ses sympathies pour les Croix de Feu. Dès sa sortie de l’adolescence, il baigne dans le milieu surréaliste autour des créations théâtrales du groupe Octobre et des frères Jacques et Pierre Prévert. Pierre, le cinéaste, le prend comme assistant pour Adieu Léonard (1943), film où il est figurant avec son ami Jacques-Laurent Bost. Intime de Jean-Paul Sartre, celui-ci l’amène à fréquenter assidûment le Café de Flore pendant l’Occupation. Il intègre alors la « bande » de Sartre tout en découvrant l'existentialisme qui soude la garde rapprochée du philosophe (Alexandre Astruc, Jean Cau, Jacques-Francis Rolland, Jean Pouillon). Il n’en partage pourtant pas le goût pour les discussions de nature philosophique ou politique et apparaît un peu comme « l'Aramis de ces Mousquetaires de l'engagement » auquel il oppose « non sans courage une morale du détachement, du droit au calembour, à la poésie, à la paresse ».
Lancé dans le journalisme en 1944, il fait la connaissance d’Ernest Hemingway qui, apprenant son nom lui répond lors de leur présentation : « I am not Hannibal ». À cette occasion, il entre en contact avec son secrétaire, Marcel Duhamel, et un an plus tard, publie Prête-moi ta plume (Gallimard, 1945), un roman policier pastiche dont chaque chapitre est écrit à la manière d’un écrivain. Il mène ensuite une carrière de reporter à l’étranger. En 1945, il est ainsi envoyé par Libération à Berlin où il rencontre Henri de Turenne, Claude Roy et Edgar Morin. Il part aussi pour la Hongrie, puis la Yougoslavie où il passe un mois en prison pour avoir suscité la méfiance des autorités. Fin 1946, il s’embarque avec ses amis (Jacques-Francis Rolland, Jacques Gall et Jean Chesneaux) pour un long voyage qui le fera aller d’Égypte en Inde avant de s’achever en Indochine.
Rentré en France, il écrit sous pseudonyme des romans policiers et en traduit pour la Série noire, comme le Requiem des blondes (Gallimard, 1949) ([[James Hadley Chase#Sous la signature de Raymond Marshall|Blonde's Requiem]]), de James Hadley Chase, tout en effectuant des réécritures pour différents journaux. Il travaille aussi à l’adaptation télévisée de deux séries culte : la Poupée sanglante, de Gaston Leroux, et L'Île aux trente cercueils, de Maurice Leblanc.
En septembre 1960, il signe le Manifeste des 121, titré « Déclaration sur le droit à l’insoumission dans la guerre d’Algérie ».
Il écrit ses premiers mots croisés afin de tromper son ennui lors d’un reportage dans les mers du Nord sur les baleines. Venant à les proposer à son ami Serge Lafaurie, ils sont alors publiés dans Le Nouvel Observateur dès 1967 avant de l’être à Paris Match et au Canard enchaîné. Innovant par un style de définitions où les astuces, l’humour et les doubles sens dominent, il acquiert une notoriété avec des définitions du genre :
- « tube de rouge » en quatorze lettres (Internationale) ;
- « feu rouge » en sept lettres (Staline) ;
- « du vieux avec du neuf » en onze lettres (nonagénaire) ;
- « couché à l'infini » en quatre lettres (huit) ;
- « fait aller au cabinet » en trois lettres (ENA) ;
- chef-d'œuvre de Victor Hugo mais seulement pour les Belges et les Suisses » en douze lettres (nonante-trois).

En 1981, il revient à l’adaptation cinématographique pour les Mémoires de deux jeunes mariées d'après l'œuvre de Balzac, réalisées par Marcel Cravenne. S’il perd l’usage de la vue à la fin des années 1990, il n’en conserve pas moins la passion de bibliophile qui le lie d’amitié au dessinateur Wiaz.

## Dans la littérature
Georges Perec fait référence au «Du vieux avec du neuf »dans le chapitre 70 de La Vie mode d'emploi.
«La solution était évidente, aussi évidente que le problème «Du vieux avec du neuf », en onze lettres, de Robert Scipion».